# Liou Šao-čchi
Liou Šao-čchi (čínsky 刘少奇; pchin-jinem Liu Shaoqi; 24. listopadu 1898, Ning-siang, Chu-nan – 12. listopadu 1969, Kchaj-feng) byl čínský komunistický politik. V letech 1959–1968 byl předsedou (prezidentem) Čínské lidové republiky, formálně tedy nejvyšším mužem ve státě. Ve skutečnosti však si v té době nejvyšší vliv v zemi stále zachovával Mao Ce-tung, neboť v čínském politickém systému funkce tradičně nezaručuje nejvyšší vliv, podstatná je spíše neformální autorita a souběh různých funkcí, stranických, armádních i státních.

## Biografie
Liou Šao-čchi se narodil do průměrně bohaté rolnické rodiny. Pocházel z vesnice Chua-ming-lou (Ning-siang, provincie Chu-nan) a vystudoval zdejší střední školu Ning-siang Čhu-šeng. Bylo mu doporučeno absolvovat vyučování i v Šanghaji, aby se připravil na studium v Rusku. V roce 1920 vstoupil do Socialistického mládežnického sboru, rok na to byl přijat ke studiu na univerzitě ve východní Moskvě.
V roce 1921 vstoupil do nově vytvořené Komunistické strany Číny (KSČ). Po návratu ze studií do Číny vedl několik stávek železničních dělníků v údolí Jang-c’ a An-jüan na hranici provincií Ťiang-si a Chu-nan. V roce 1925 se Liou Šao-čchi stal členem výkonného výboru práce Všečínské federace se sídlem v Kuang-čou. Během následujících dvou let vedl četné politické kampaně a stávky v provincii Chu-pej a Šanghaji, kde v roce 1925 spolupracoval s Li Li-sanem a organizoval komunistickou činnost po incidentu Třicátého května. Posléze Liou odcestoval do Wu-chanu. Po krátkém zatčení v Čchang-še se vrátil do Kuang-čou, aby pomohl zorganizovat šestnáctiměsíční stávku v Kantonu a Hongkongu.
V roce 1927 byl zvolen do Ústředního výboru strany a byl jmenován vedoucím odboru práce. Vrátil se tedy do Šanghaje pracovat do ústředí strany. Roku 1929 byl jmenován tajemníkem mandžuského stranického výboru ve Feng-tchienu. V letech 1930 a 1931 se zúčastnil třetího a čtvrtého plenárního zasedání šestého ústředního výboru a byl zvolen do ústředního výkonného výboru (tj. Politbyra) Čínské sovětské republiky v roce 1931 a 1932. Později v roce 1932 opustil Šanghaj a cestoval k sovětu Ťiang-si. V tomto roce se rovněž stal tajemníkem strany v provincii Fu-ťien. O 2 roky později se zúčastnil Dlouhého pochodu, a to především konference v Cun-i, ale byl poslán do tzv. „Bílých oblastí“ (oblasti kontrolované Kuomintangem), aby reorganizoval podzemní aktivity soustředěné v severní Číně, konkrétně tedy v Pekingu a Tchien-ťinu. V roce 1936 se stal tajemníkem strany v severní Číně, kde vedl protijaponská hnutí. Některé japonské zdroje tvrdily, že činnosti jeho organizace vyvolaly Incident na mostě Marca Pola v červenci 1937, který dal Japonsku omluvu k zahájení druhé čínsko-japonské války.
V roce 1937 Liou Šao-čchi odešel na komunistickou základnu v Jen-anu. V roce 1941 se stal politickým komisařem Nové čtvrté armády, o další čtyři roky později byl zvolen jedním z pěti tajemníků KSČ na sedmém kongresu Národní strany. Právě po tomto kongresu se stal nejvyšším vůdcem všech komunistických sil v Mandžusku a severní Číně. Roku 1949 se stal místopředsedou Ústřední lidové vlády a na prvním zasedání Všečínského shromáždění lidových zástupců byl zvolen předsedou Stálého výboru parlamentu. Tento post zastával až do druhého zasedání tohoto shromáždění v roce 1959. Od roku 1956 do roku 1966 byl vsazen do funkce prvního místopředsedy KSČ. Náplní jeho práce byla především organizace strany. Liou byl ortodoxním sovětským komunistou, své politické a ekonomické myšlenky a přesvědčení rozpracoval ve svých spisech. Mezi jeho nejznámější díla patří Jak být dobrým komunistou (1939), Na straně (1945) a Internacionalismus a nacionalismus (1952).
Liou se dostal do čela země po nevydařeném Maově Velkém skoku vpřed a pokoušel se provést ekonomické reformy, které by napravily škody po Maových experimentech. To se mu však stalo osudné během tzv. Velké proletářské kulturní revoluce, kdy byl roku 1967 zatčen a vězněn v těžkých podmínkách, kdy mu byly odpírány léky na jeho cukrovku. Málem na následky nedostatečné zdravotní péče zemřel, avšak hlavní strůjkyně zatčení, Ťiang Čching (manželka Mao Ce-tunga), ho potřebovala jako hlavní terč svého tažení na 9. sjezdu Komunistické strany Číny, a tak byl zachráněn. Na sjezdu pak Ťiang Čching skutečně urvala veškerou moc, Liou byl v usnesení označen za „zrádce, nepřátelského agenta ve službách ruského imperialismu, revizionáře a reakcionáře“ a byl vyloučen ze strany. Brzy poté ve vězení zemřel, za nejasných okolností, patrně na následky lynčování Rudými gardami, jimž byl vydán napospas. Nalezen byl ve zvratcích a výkalech, pohřben byl tajně pod cizím jménem. Deset let byla jeho smrt tajemstvím. Teprve roku 1980 byl Teng Siao-pchingem, který za kulturní revoluce sdílel podobný osud, plně rehabilitován a byl mu dodatečně vystrojen státní pohřeb. Nejasná je role Mao Ce-tunga při Liouvě zatčení: některé zdroje tvrdí, že se ho snažil chránit před běsněním kulturních revolucionářů, jiné, že se na zatčení spolupodílel. Jisté je, že Liou byl nejvýše postavenou obětí tehdejších chaotických represí.